# Juan Chiruchi
Juan Antonio Chiruchi Fuentes (* 21. Oktober 1947 in San José de Mayo) ist ein uruguayischer Politiker.
Chiruchi gehört der Partido Nacional an. Er leitete vom 1. März 1995 bis zum 24. August 1999 das uruguayische Ministerium für Wohnungswesen.
Zudem übte er viermal das Amt des Intendente im Departamento San José aus.